# Região Geográfica Imediata de Guaraí

Localização da região no Estado do Tocantins.

A Região Geográfica Imediata de Guaraí é uma das 11 regiões imediatas do estado brasileiro do Tocantins, uma das 5 regiões imediatas que compõem a Região Geográfica Intermediária de Araguaína e uma das 509 regiões imediatas no Brasil, criadas pelo IBGE em 2017. É composta de 14 municípios.